# Zapadni jidiš
Zapadni jidiš (ISO 639-3: yih; western yiddish), jezik šire visokonjemačke podskupine zapadnonjemačke skupine jezika, kojim su još tijekom ranije povijesti starojidiškog perioda što završava oko 1350.govorili Židovi u području Švicarske, Elzasa i južne Njemačke (jugozapadni dijalekt), središnjoj Njemačkoj (srednjozapadni), Nizozemskoj i sjevernoj Njemačkoj (sjeverozapadni dijalekt). Povijest jidiškog jezika dijeli se u 4 perioda, to su (po nekim znanstvenicima rani jidiški do 1250, stari jidiški od 1250 do 1500, srednjojidiški period od 1500 do 1750 i suvremeni od 1750 do danas. Etnička populacija Židova na području Njemačke iznosi 49 210 (2000 WCD). Istočni jidiš govorili su Židovi zapadno od rijeke Odre.
zapadnojidiškim danas govori kao 1. ili 2. jezikom oko 11 000 000 ljudi

## Vanjske poveznice
- Ethnologue (14th)
- Ethnologue (15th)